# Passo dell'Albula
Il passo dell'Albula (Albulapass in tedesco, Pass da l'Alvra in romancio, Col de l'Albula in francese) è un valico alpino del Canton Grigioni, in Svizzera, situato a 2.312 m di altitudine.

## Caratteristiche
Mette in collegamento la valle del Reno Posteriore (o "Hinterrhein") da Thusis passando per Bergün con l'Engadina a La Punt.
In alternativa è possibile trasportare automobili su treni appositi che collegano Thusis a Samedan attraverso la Ferrovia dell'Albula.
Dal punto di vista orografico il passo si trova nelle Alpi dell'Albula, sottosezione delle Alpi Retiche occidentali.

## Galleria d'immagini

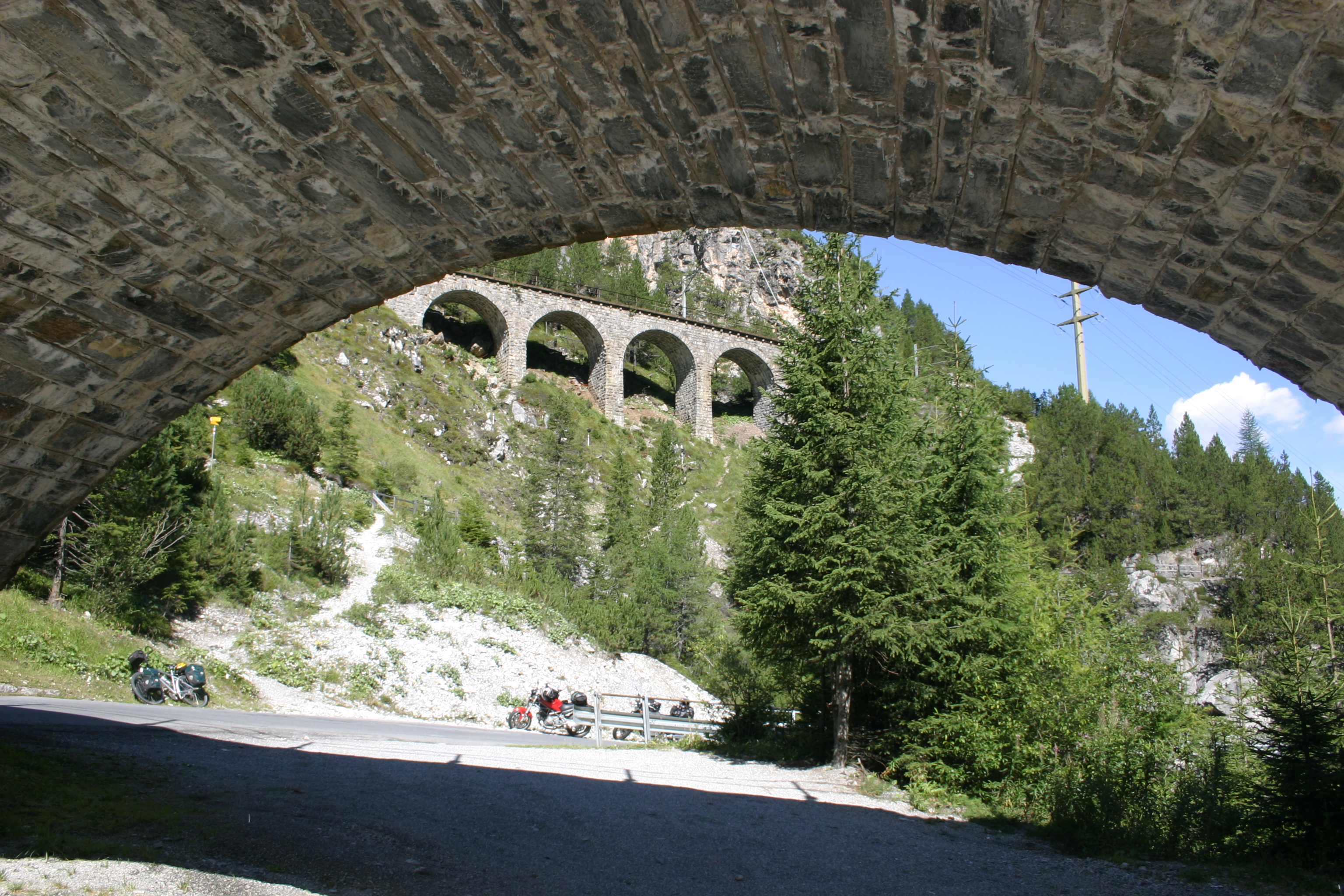
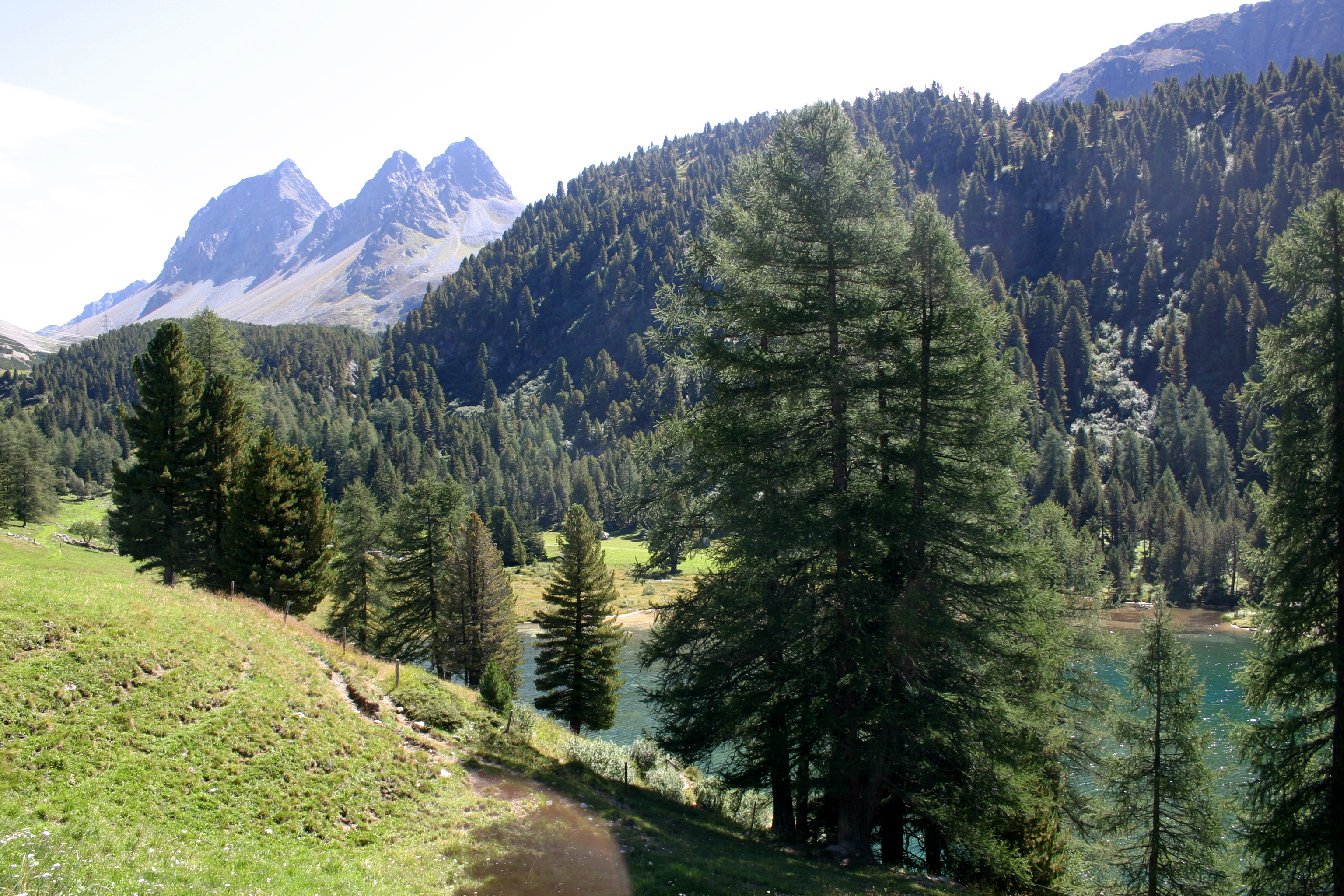
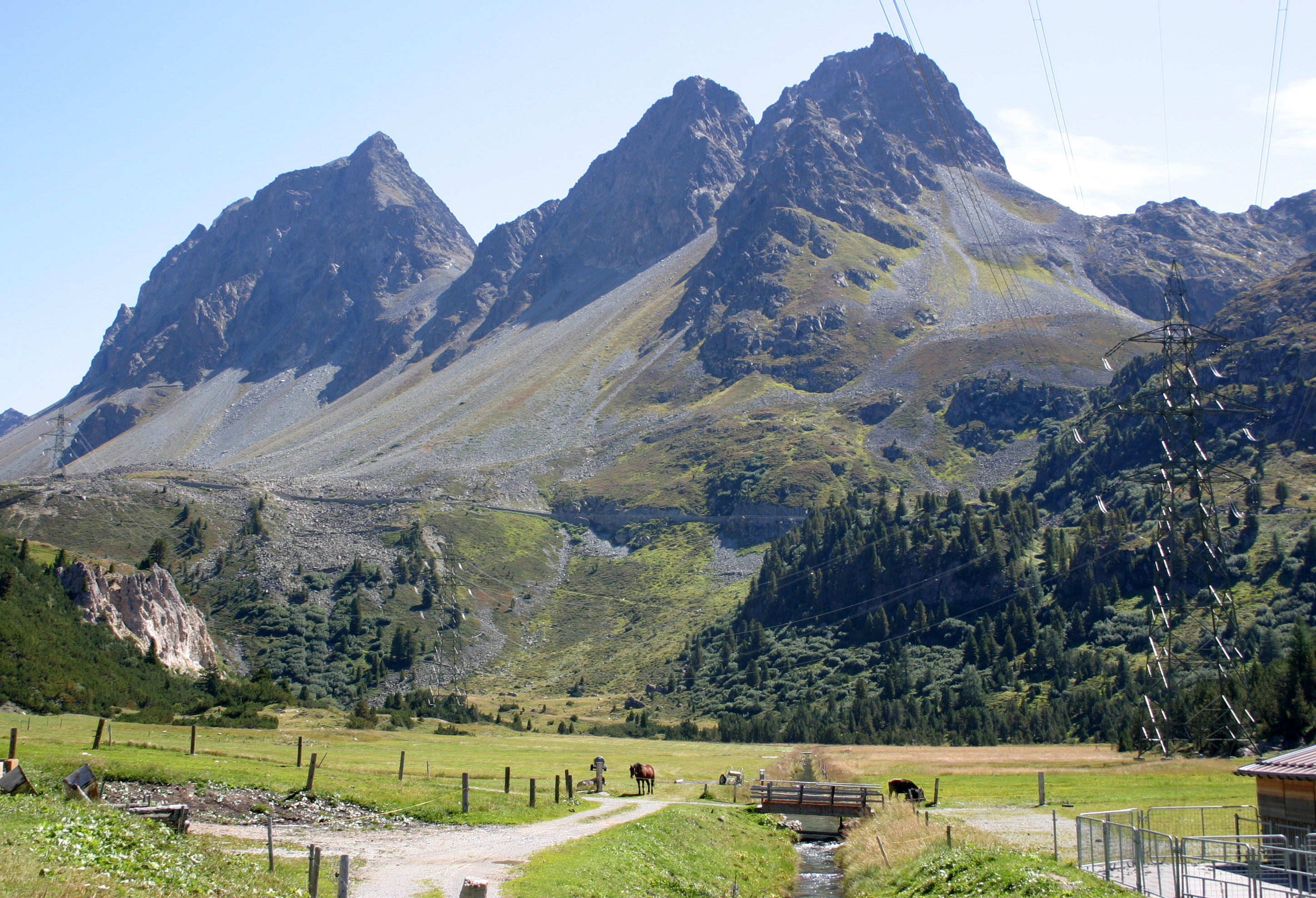
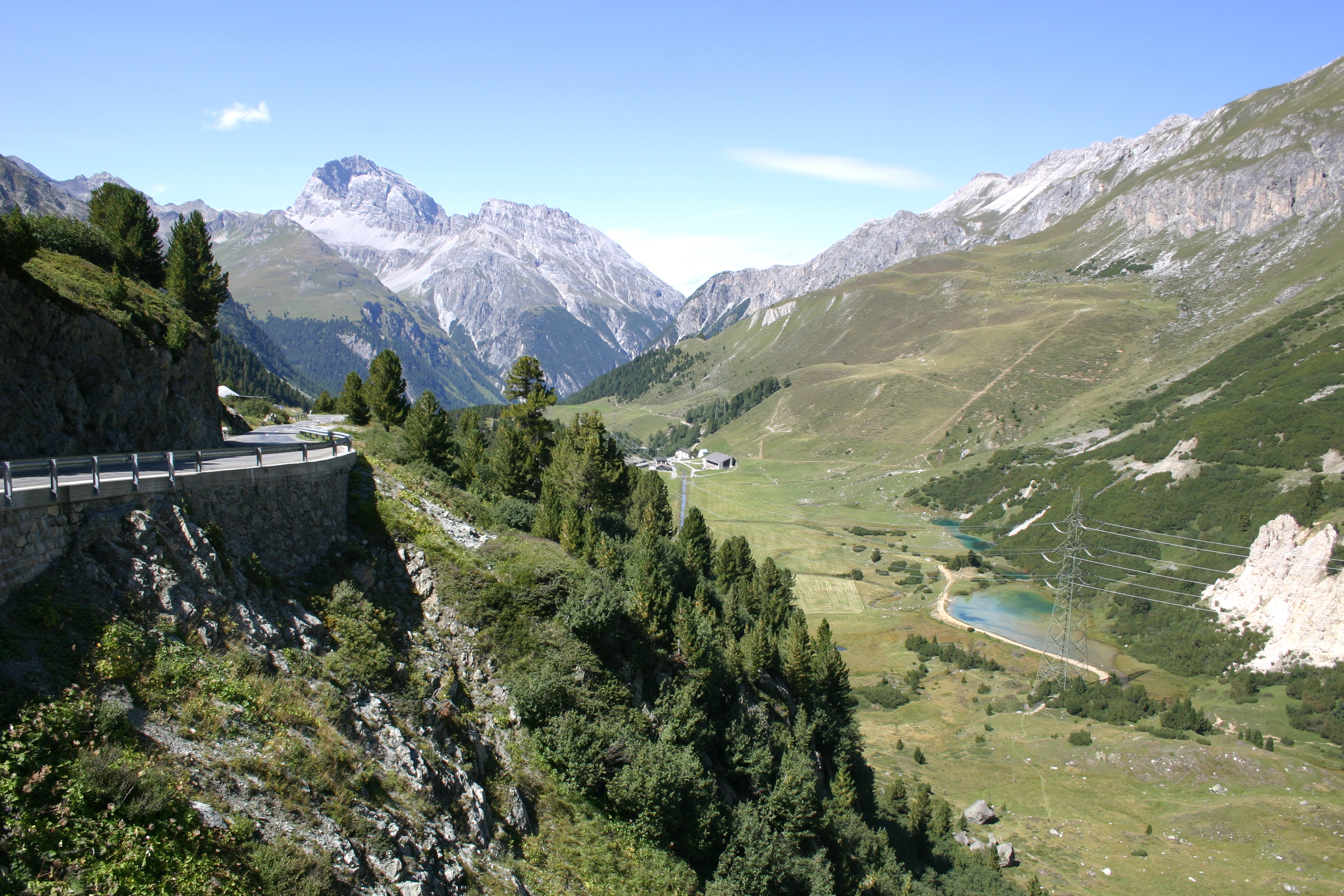
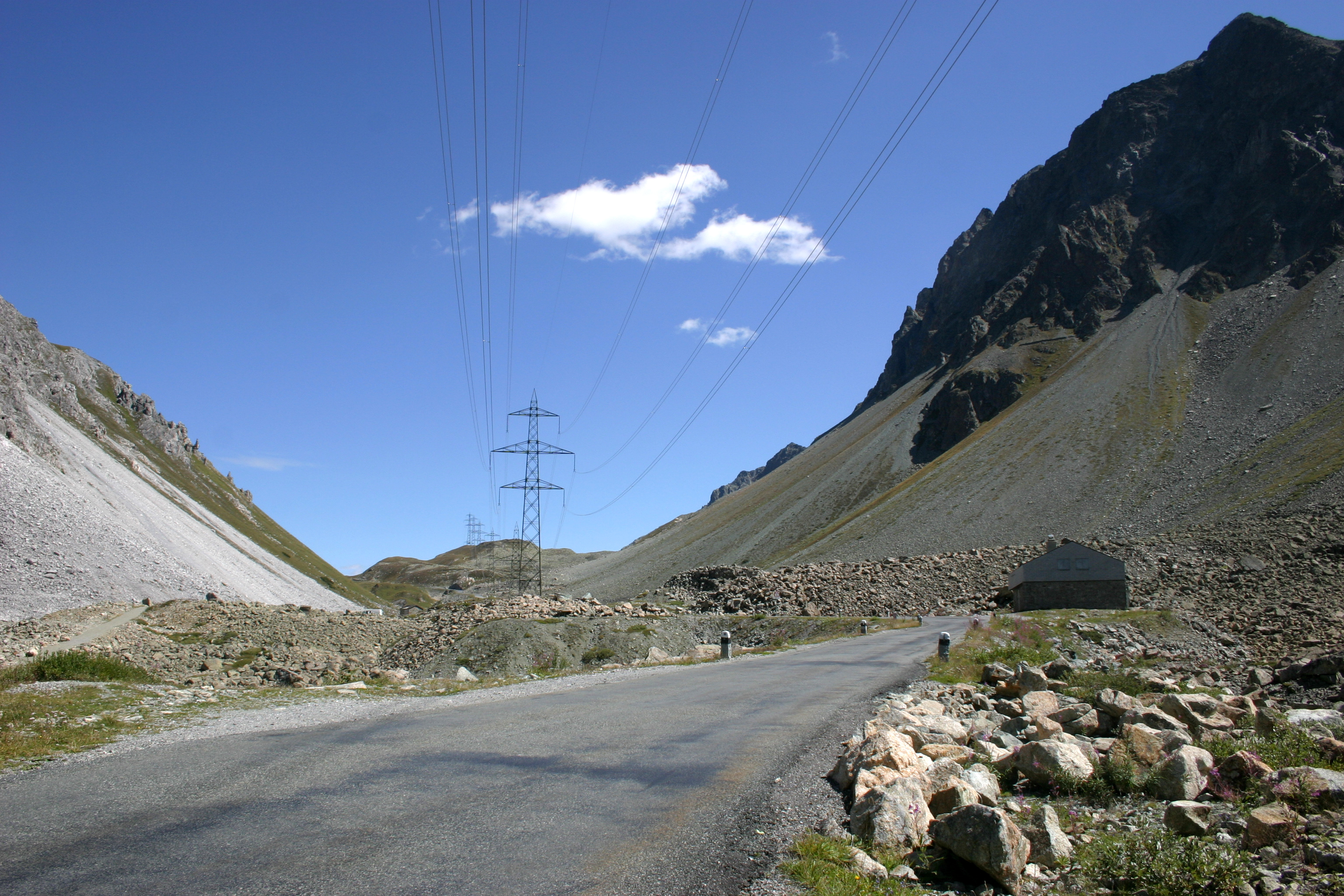
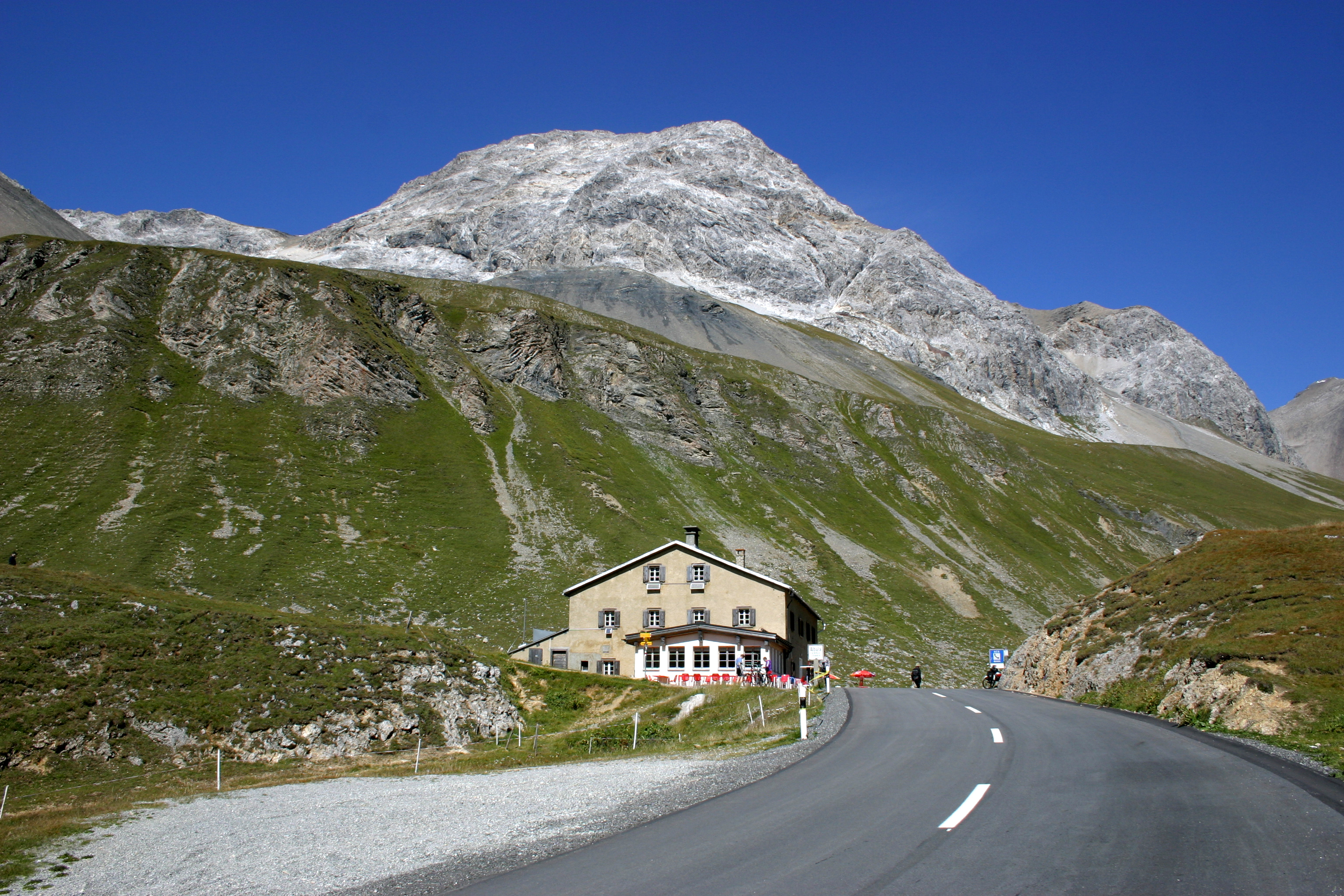
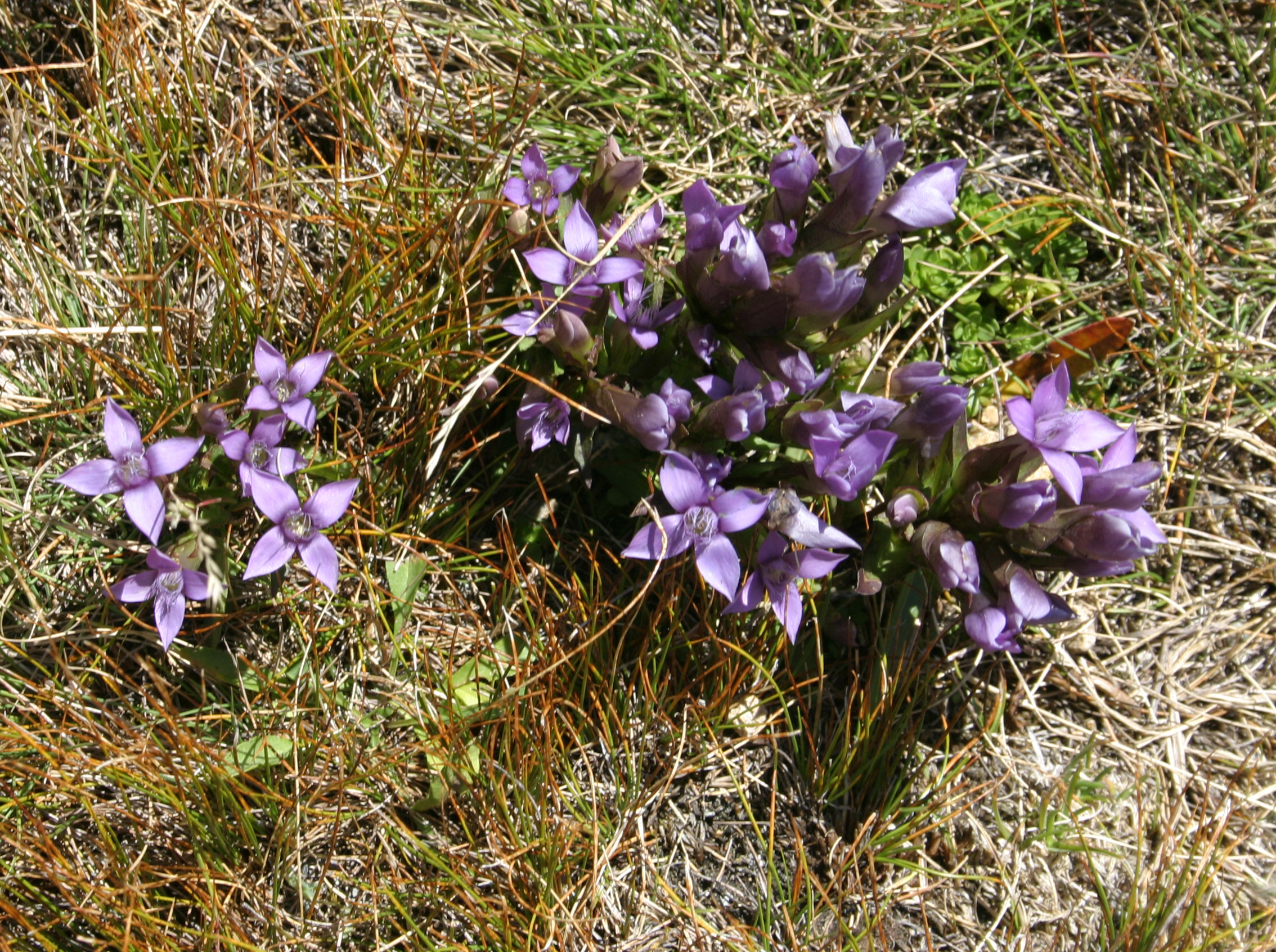
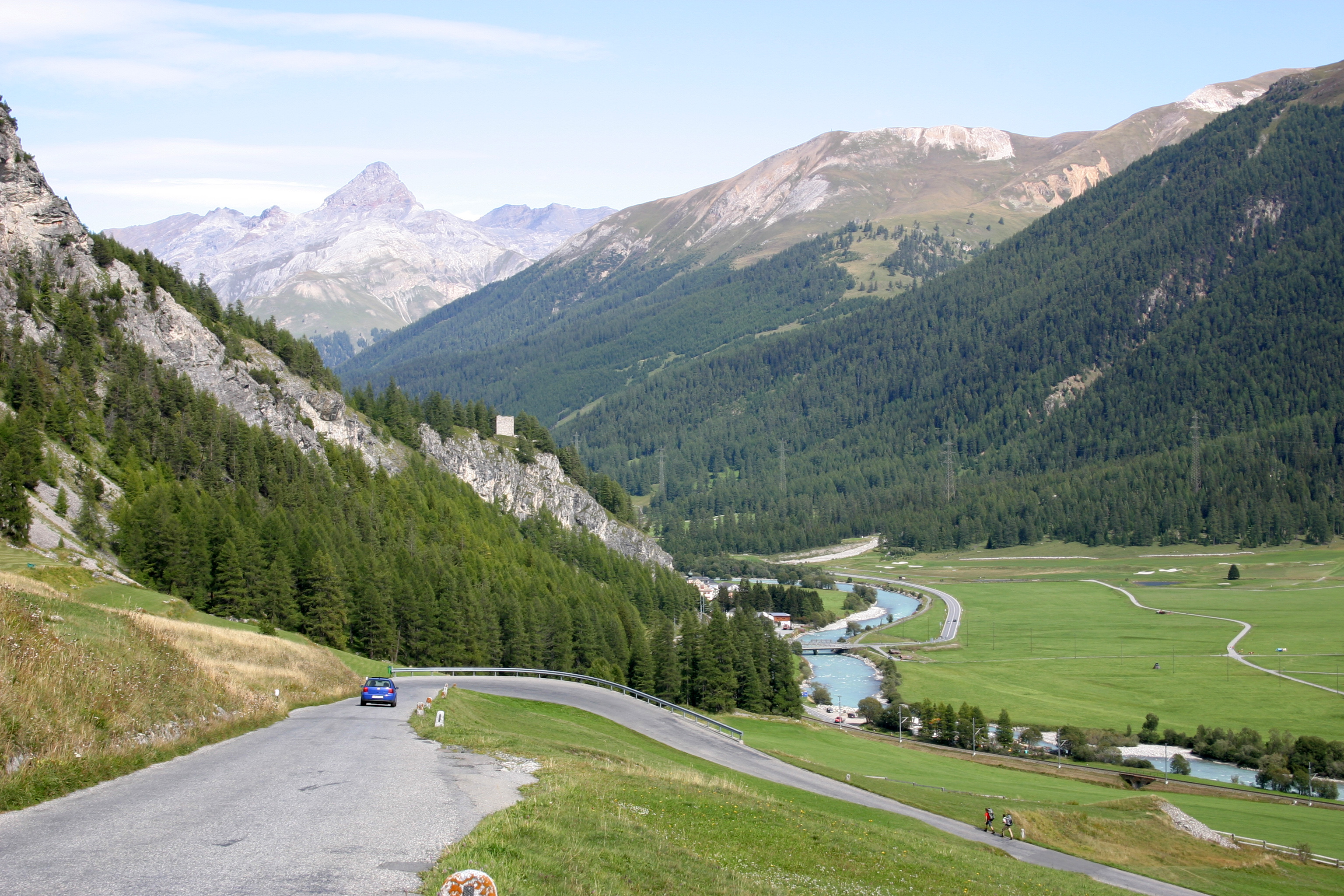

## Collegamenti esterni

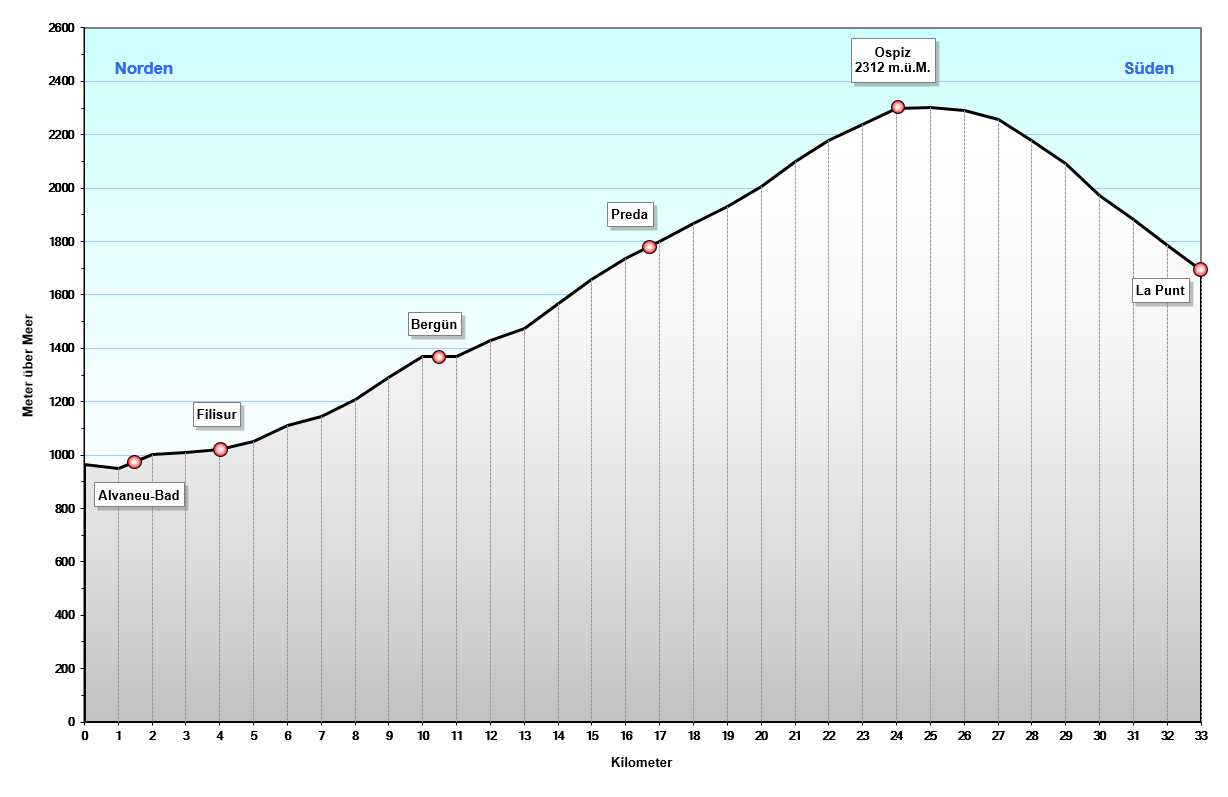
Altimetria del passo